# Rejon kondopożski

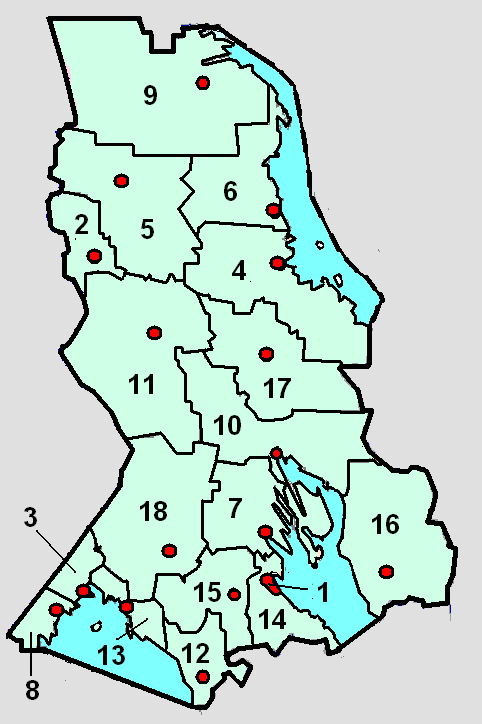
Podział administracyjny Karelii. Rejon kondopożski oznaczony numerem 7.
Czerwony punkt na terenie rejonu pokazuje lokalizację ośrodka administracyjnego

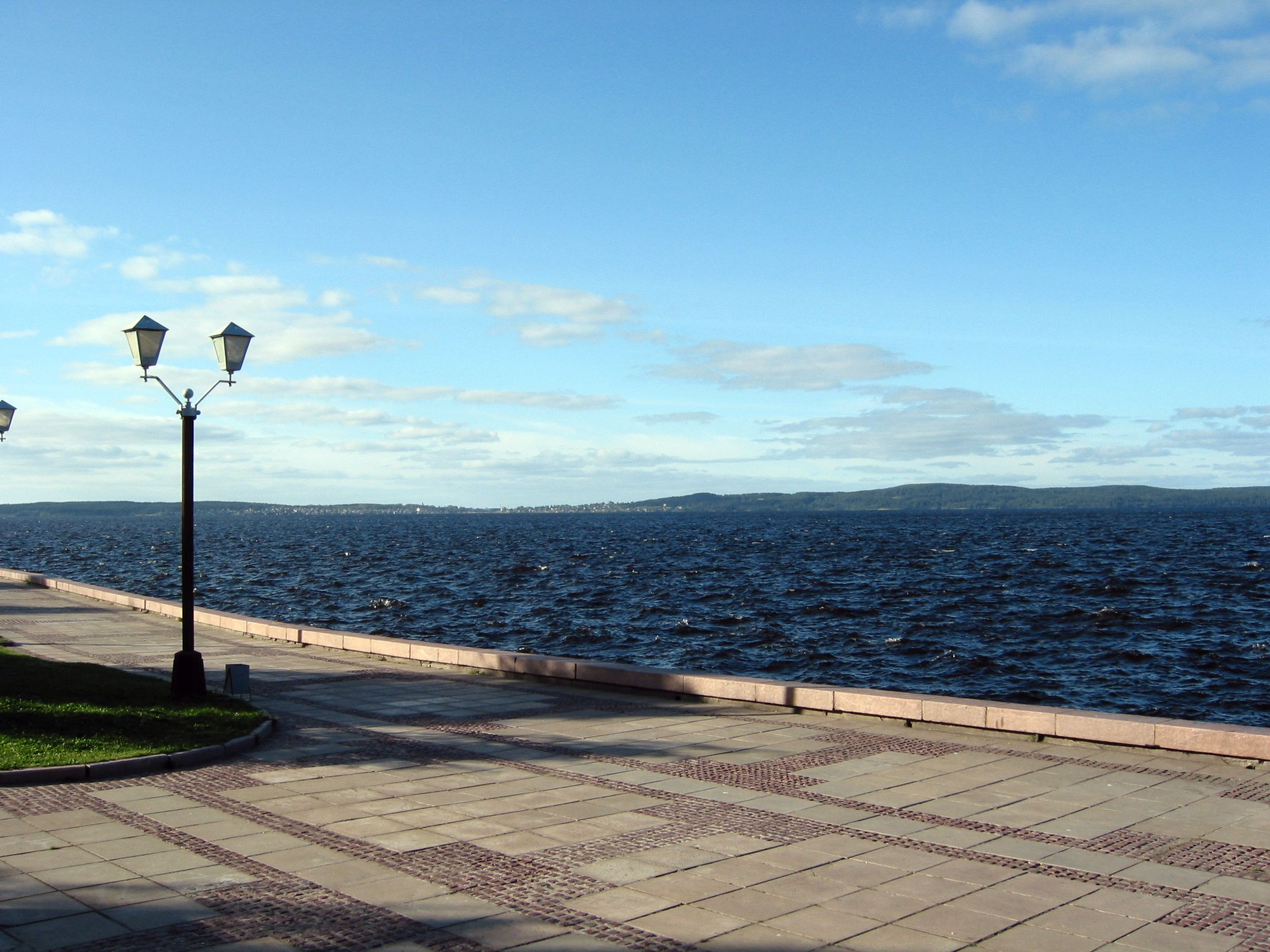
jezioro Onega

Rejon kondopożski (ros.  Кондопожский район ) – rejon w północno-zachodniej Rosji, wchodzący w skład rosyjskiej Republiki Karelii.

## Położenie
Rejon kondopożski leży na południu Karelii, nad jeziorem Onega.

## Powierzchnia
Rejon ma powierzchnię 5.947 km², którą stanowią równiny; większość obszaru pokrywa tajga sosnowo-świerkowa, z domieszką drzew liściastych, głównie brzozy i osiki. Na terenie tym znajdują się liczne jeziora i rzeki. Sporą część obszaru rejonu stanowią torfowiska i bagna.
Na terenie rejonu znajduje się rezerwat przyrody Kiwacz, założony w celu ochrony walorów krajobrazowych i przyrodniczych okolic wodospadu o tej samej nazwie.

## Ludność
Rejon zamieszkany jest przez 43 661 osób (2005 r.), głównie Rosjan, a także przez rdzennych mieszkańców Karelii – Karelów (którzy przeważają liczebnie na obszarach wiejskich). Kilkuprocentowy udział w populacji mają też dwie inne napływowe nacje: Ukraińcy i Białorusini.
Zaledwie 9280 mieszkańców rejonu zamieszkuje na wsiach, stąd ludność miejska stanowi prawie 79% ogółu ludności.
W ostatnich latach populacja rejonu, tak jak populacja całej Karelii zmniejsza się w wyniku emigracji ludności do większych miast w Rosji w poszukiwaniu pracy oraz niskiego przyrostu naturalnego. Ponieważ wyjeżdżają głównie ludzie młodzi, średnia wieku mieszkańców rejonu jest wysoka, i wynosi ponad 40 lat dla kobiet i ok. 35 dla mężczyzn, przy czym na wsiach jest ona o ok. 5 lat wyższa niż w ośrodkach miejskich.
Gęstość zaludnienia na terenie rejonu wynosi 7,17 os./km², czyli blisko dwukrotnie więcej, niż wynosi karelska średnia, jednak wartość tę znacznie zawyża miasto Kondopoga. Poza jego granicami gęstość zaludnienia wynosi zaledwie 1,5 os./km².

## Miasta
Jedynym miastem na terenie kondopożskiego rejonu jest skupiająca blisko 80% wszystkich mieszkańców rejonu Kondopoga, licząca 34381 mieszkańców (2005 r.). Jest ona ośrodkiem administracyjnym tej jednostki podziału terytorialnego.

## Gospodarka
Gospodarka rejonu, podobnie jak gospodarka całej Karelii po rozpadzie ZSRR jest pogrążona w kryzysie.
Podstawowymi źródłami utrzymania dla mieszkańców rejonu jest pozyskiwanie drewna dla potrzeb przemysłu, rolnictwo i chów zwierząt. Myślistwo i rybołówstwo śródlądowe mają mniejsze znaczenie niż w innych rejonach Karelii.
W Kondopodze głównym źródłem utrzymania ludności jest szeroko rozumiana sfera usług, poza tym w mieście znajduje się przemysł celulozowo-papierniczy i drzewny. Z Kondopogi pochodzi ok. 1/3 rosyjskiej produkcji papieru gazetowego. Także w innych większych ośrodkach osadniczych znajduje się drobny przemysł drzewny, a także zakłady przemysłu spożywczego, zatrudniające zwykle niewielką liczbę osób, produkujące głównie na potrzeby lokalnego rynku. Część produktów pochodzenia zwierzęcego po wstępnym przetworzeniu wysyłana jest w inne rejony Karelii i poza jej granice.
W rejonie kondopożskim, inaczej niż w większości pozostałych rejonów kraju, istnieją względnie korzystne warunki do uprawy roli. Uprawiane są głównie ziemniaki, a także warzywa oraz zboża: głównie jęczmień, rzadziej żyto i owies. Chów zwierząt obejmuje bydło domowe i drób. Produkcja ta odbywa się głównie dla zaspokojenia lokalnych potrzeb, ale także w celu wysłania do innych rejonów Karelii, w których występują trudności w uprawie roli związane z niekorzystnym klimatem.
W ostatnich latach lokalne władze starają się wykorzystać turystyczne walory rejonu, w celu wypromowania tego obszaru jako atrakcyjnego miejsca na turystycznej mapie północno-zachodniej Rosji

## Bogactwa naturalne
Na terenie rejonu głównym bogactwem jest drewno z lokalnych lasów, ale występują tu też złoża surowców mineralnych wykorzystywanych w budownictwie: łupki, porfiry, granity i gliny.

## Klimat
Na terenie rejonu panuje klimat umiarkowany chłodny, typu pośredniego między kontynentalnym a morskim.
Lato krótkie i dość ciepłe, zima długa i chłodna Średnia roczna temperatura powietrza wynosi ok. 3 – 4 °C. Średnia temperatura najchłodniejszego miesiąca – lutego wynosi ok. -11 °C, zaś najcieplejszego – czerwca – ok. +17 °C.
Okres bez przymrozków wynosi zwykle poniżej 120 dni.